# Consistório Ordinário Público de 1880

## Cardeais Eleitores
| Nº                 | País               | Nome                       | Idade              | Cargo                                         | Título ou Diaconia                                               |
| Cardeais eleitores | Cardeais eleitores | Cardeais eleitores         | Cardeais eleitores | Cardeais eleitores                            | Cardeais eleitores                                               |
| ------------------ | ------------------ | -------------------------- | ------------------ | --------------------------------------------- | ---------------------------------------------------------------- |
| 1                  | Arménia            | Andon Bedros IX Hassoun    | 71                 | Patriarca Católico Emérito Armênio da Cilícia | Cardeal-presbítero de Santos Vital, Valéria, Gervásio e Protásio |
| In Pectore         |                    |                            |                    |                                               |                                                                  |
| 2                  | Itália             | Carlo Laurenzi             | 59                 | Bispo auxiliar de Perugia                     | Revelado no segundo consistório de 1884                          |
| 3                  | Itália             | Francesco Ricci Paracciani | 50                 | Prefeito do Palácio apostólico                | Revelado no primeiro consistório de 1882                         |
| 4                  | Itália             | Pietro Lasagni             | 66                 | Secretário da S.C. Consistorial               | Revelado no primeiro consistório de 1882                         |

## Link Externo
- «Catholic Hierarchy» (em inglês)